# ラリージャパン
ラリージャパン（Rally Japan）は、国際自動車連盟（FIA）が管理する世界ラリー選手権（WRC）の日本ラウンド。開催地域は年度によって異なり、
- 第1回（2004年）大会から第4回（2007年）大会までは北海道の十勝地方。
- 第5回（2008年）大会と第6回（2010年）大会は北海道の道央地域。
- 第7回（2022年大会）以降は愛知県と岐阜県で開催されている。

主催は日本自動車連盟（JAF）に登録しているモータースポーツクラブのうち「公認クラブ」の資格を有するクラブ（開催格式が最上級の「国際格式」のため）である。

## 変遷

### 開催に至る経緯
日本の自動車メーカーの海外ラリー挑戦の歴史は長く、アフリカのサファリラリーやオーストラリアのサザンクロスラリーなどで好成績を残してきた。しかし、公道を長距離走行し、占有区間（スペシャルステージ）でタイムトライアルを行う国際格式のラリーを日本国内で行うためには、車検制度や道路使用許可、安全対策、地域住民の理解など、課題が多かった。
1990年代に入り、WRCでトヨタ・スバル・三菱の日本車が全盛期を迎えた頃、広大な自然が広がる北海道でWRC招致運動が立ち上がる。AGメンバーズスポーツクラブ北海道（AGMSC北海道、田畑邦博代表）が母体となり、1990年に運営企画会社プランニングフォーを設立。「十勝24時間レース」の共催実績を積んで1999年に日本自動車連盟 (JAF) 公認クラブとなり、毎日新聞社の後援を得て、2001年に国際自動車連盟 (FIA) 公認の「インターナショナルラリーイン北海道」を開催した。2002年はアジアパシフィックラリー選手権 (APRC) の一戦に昇格し、「ラリー北海道」と改称。FIAへのロビー活動と、地元と連携した受け入れ準備が実を結び、2004年のラリー・ジャパン初開催が決定した。

### 十勝開催

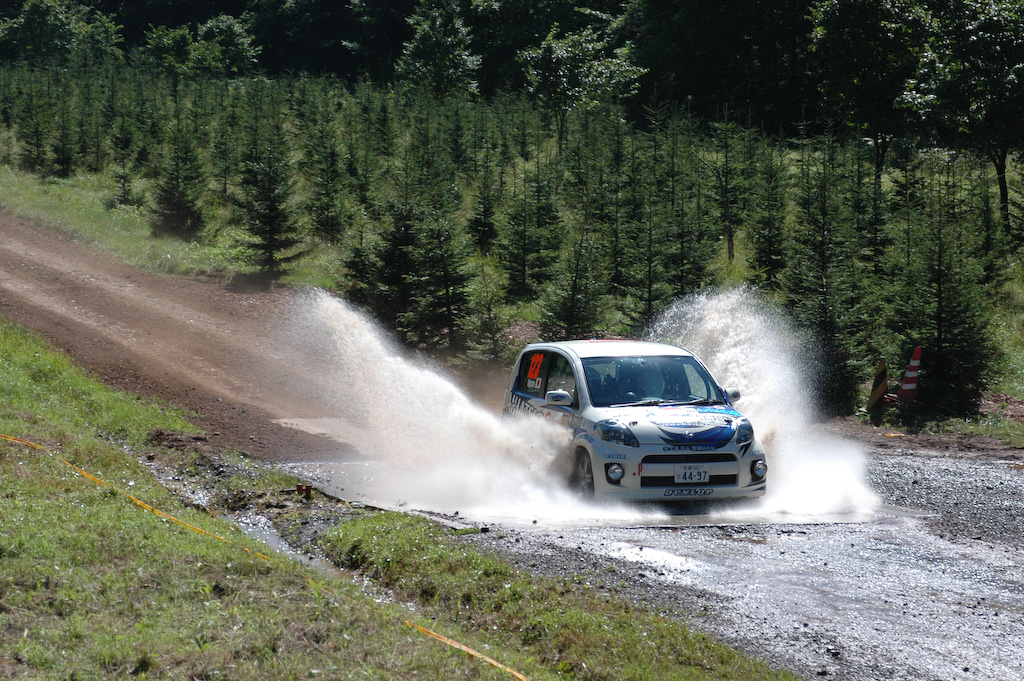
2006年

2004年～2007年にかけては北海道・十勝地方で行われた。名称は2005年まで「ラリー・ジャパン」、2006年以降は「ラリージャパン」と表記される。第2回（2005年）よりプロダクションカー世界ラリー選手権 (PWRC) が併催された。なお、ラリー北海道は同年よりアジアパシフィックラリー選手権（APRC）の一戦として、ラリージャパンとは別に開催されている。
ヘッドクオーター及びサービスパーク（北愛国）は帯広市に設置され、帯広市、陸別町、足寄町、新得町にスペシャルステージ（SS）が設定された。陸別町では、陸別サーキットのダートコースがSSの一部となった。2005年までは、幕別町の札内川河川敷に観戦スタンドを備えた特設コースが建設され、スーパーSSが行われていたが、2006年は北愛国サービスパークに隣接された。国立・国定公園に隣接した林道でのラリーに対して、自然保護団体等からは抗議・反対の声もあがった。
コース名は標準的な日本語ではなく、北海道古来のアイヌ語の地名によって名づけられていることも特徴の一つである。スペシャルステージは非常に道幅が狭く低速なステージが多いが、道幅の広い高速コースもある。路面状況は砂や砂利が多く、非常にルーズな路面も多いためニュージーランドやグレートブリテン（イギリス）に似ているとも言われている。中でも足寄町で行われるSSの一つ、パウセカムイ観戦エリアBは北海道らしい雄大な牧草地帯を走り抜けるところを観戦できるため、人気の観戦ポイントとなっていた。
初開催となった2004年は道内外と海外からのべ21万人が訪れ、2回目となる2005年も20万人が観戦した。また、帯広市内中心部で開催されるセレモニアルスタートにも毎年約5万人が訪れ、帯広市としては市制始まって以来の年に一度の大イベントとなっていた。SSは安全のため観客が立ち入るエリアが制限されており、SS間のロードセクション（移動区間）の沿道に熱心なギャラリーの列ができるという光景が海外のクルーたちを驚かせた。
ただし、2005年大会の終了後、ラリー北海道時代から支援を続けてきた毎日新聞が多額の経費負担を理由に撤退し、財政面の後ろ盾を失った。また、帯広市周辺の宿泊施設のキャパシティを大きく上回る関係者・観戦客の数により毎年宿泊施設不足に悩まされていたことなどに加え、ロードセクションの距離が長く、競技車両が渋滞に巻き込まれタイムコントロールに遅刻するケースがしばしば発生し、参加者から改善を求められていた。

### 道央開催

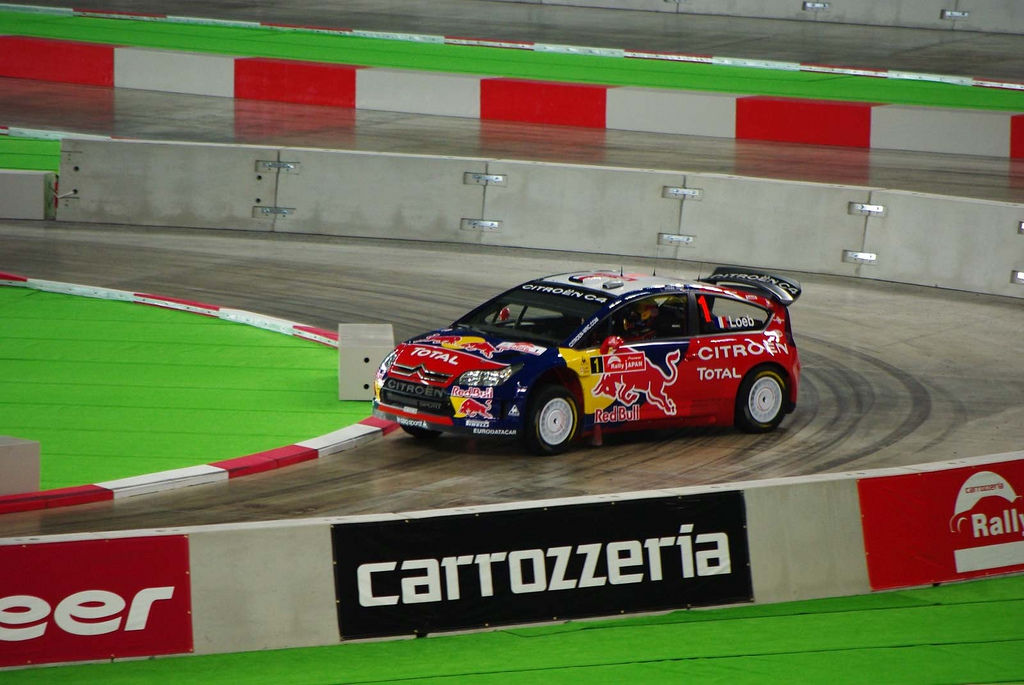
札幌ドーム内のスーパーSS（2008年）

2008年からはこれらの問題を一挙に解決すべく、開催地が道央地方に移された。拠点は、札幌市では大都市過ぎ、競技車両渋滞や事故等の恐れがあるため、千歳市、岩見沢市辺りが有力と思われていたが、最終的には札幌市に決まった。
札幌ドームにヘッドクォーター・サービスパーク・メディアセンターが集約され、ドーム内にスーパーSS（2台同時タイムアタック）用の特設ステージが用意された（屋内でのスーパーSS実施はWRC初）。札幌ドームではプロ野球パ・リーグのクライマックスシリーズと日程が重なる可能性があることから、日程を変更したとされる。SSは札幌のほか千歳市、苫小牧市、恵庭市、夕張市、美唄市、岩見沢市、三笠市の8市にまたがるが、リエゾン区間に高速道路を利用するなど、全体的にコンパクトな開催形態を目指した。新千歳には「新千歳モーターランド」のダート・オフロードコースを利用した観戦ステージが設けられた。また、初めてパイオニア・カロッツェリアが冠スポンサーに付くなど、財政面でも黒字化を目指すとしていた。
初開催の2008年は十勝開催時の3倍相当のチケット販売を記録したが、一部のSSでギャラリーポイントからコースが見えないという問題が発生した。地域密着型だった十勝開催に比べると、大都市の札幌ではお祭り的な歓迎ムードは薄まっていた。同年末にはリーマンショックの余波でスバルとスズキがWRCからの撤退を表明したため、以後は日本の自動車メーカーの協力を受けられなくなった。
WRC開催地のローテーション制により2009年は開催されず、2010年に2回目の道央開催が行われた。この年はWRCに転向した2007年のF1チャンピオン、キミ・ライコネンの参戦という話題があり、「ショッピングモールでファンとカート対決」というイベントが催された。
2011年に関して、FIAから開催申請料とは別にトラッキングシステムなどの使用料などで、100万ユーロ（当時の為替で1億3000万円）の追加費用が必要であると提示され、主催者はスポンサーなどの資金面から開催継続を断念した。2012年に向けてカレンダー登録申請を行うという話はあったものの東日本大震災などの影響などから実現せず、当時の主催クラブは継続開催を断念し、北海道での開催は2010年が最後となった。

### 中部開催

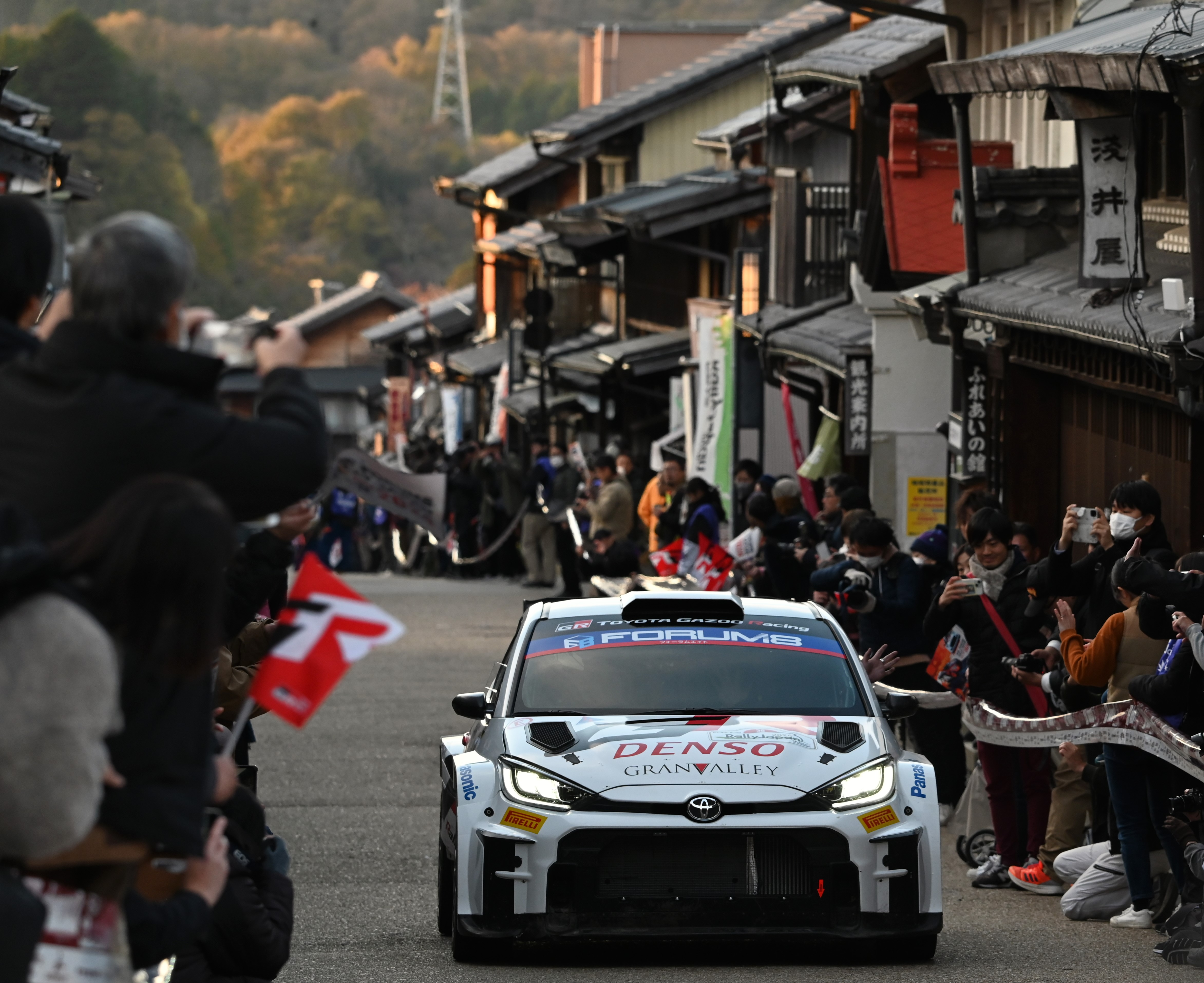
恵那市岩村町本通りのリエゾン（2024年）

2010年以後ラリージャパンは中断し、しばらく空白期間が生じた。しかし、2017年にトヨタがWRCに復帰し、再び関心度が高まる中で、トヨタの地元であり、全日本ラリー選手権 (JRC) の新城ラリーを開催してきた中部地方でラリージャパンを復活させようという機運が高まる。2018年1月に招致委員会が発足し、トヨタ・モータースポーツ・クラブ（TMSC、舘信秀会長）を主催団体、株式会社サンズを運営母体として事務局を同社内に設置し、招致活動を展開。WRCプロモーターと契約して「2019年開催は当確」とみられたが、FIA総会でまさかの落選を喫し、翌年再挑戦を経て2019年のFIAワールドスポーツカウンシルにて2020年の開催が決定した。
しかし、新型コロナウィルス感染症拡大の影響により2020年の開催は中止となった。2021年もシーズン最終戦としてカレンダー入りしたが、長引くコロナ禍により2年続けて開催中止が決定した。2022年はイベント開催制限や海外からの入国制限などのコロナ対策が緩和され、シーズン最終戦として開催される運びとなった。7月末に発売されたSS観戦チケットは即日完売、追加販売分も完売となった。
開催地は愛知県（岡崎市・豊田市・新城市・設楽町）と岐阜県（中津川市・恵那市）の6市町。主催者はTMSCとNPO法人M.O.S.C.O.に、2023年より豊田市が加わった（地方自治体がモータースポーツの主催者となるのは全国初）。豊田市のスカイホール豊田に大会本部、豊田スタジアムにサービスパークが置かれる。2021年より冠スポンサーにフォーラムエイトが就任し、大会名称は「フォーラムエイト・ラリージャパン」となる。2024年の開催に先立ち、2028年までの契約延長が発表された。
山間部でターマック（舗装路）イベントとして開催され、ステージの大半は細く曲がりくねった林道を使用する。晩秋・初冬の美しい紅葉風景を巡るラリーだが、落ち葉や苔に覆われて道が非常に滑りやすくなっており、タイヤのグリップレベルが読みづらい（海外勢は「トリッキー」と形容する）。早朝の路面温度の低い時間帯や、天候が崩れたときはさらに難易度が上がる。豊田スタジアムのピッチを仮舗装して設営するデュアルSSSや、狭い伊世賀美隧道の中を疾走する「伊勢神トンネルSS」、熊野神社前のT字路を90度ターンする「三河湖SS」、岩村町本通りのレトロなリエゾン区間などがラリージャパンの名物エリアとなっている。

## 開催年表
2001年
「インターナショナルラリーイン北海道」として十勝地方で初開催。日本国内で開催される国際格式ラリーとしては同年5月に群馬県等で開催された日本アルペンラリーに続いて二度目であった。
2002年
2年目より「ラリー北海道」と改称し、FIAアジアパシフィックラリー選手権 (APRC) の一戦に昇格。
2003年10月
10月、パリで行われたFIA世界モータースポーツ評議会 (WMSC) 総会で2004年からのカレンダー入りが決定。日本でのWRC開催の悲願を果たす。
2004年（第1回）
WRCラリージャパンとして初開催。ペター・ソルベルグ（スバル）が11のステージベストを記録し、初代ウィナーに輝く。0カードライバーは前年引退したトミ・マキネンが勤めた。
特例としてAPRCも併催され、カラムジット・シン（プロトン）が優勝。
2005年（第2回）
この年以降、ラリー北海道は別開催となる。首位を独走して2連勝を決めるかと思われていたソルベルグが、SS25のコース上に落ちていた岩にヒットしてコースアウトしリタイヤする。勝者はマーカス・グロンホルム（プジョー）。2位フィニッシュのセバスチャン・ローブ（シトロエン）が2年連続の年間ドライバーズチャンピオンに輝く。
前戦ラリー・グレートブリテンで事故死したマイケル・パークに対する追悼の意を込め、各ワークス車両にはパークの在りし日の画像やヘルメットを模ったステッカー、メッセージなどが貼られた。ポディウムの記念撮影では「BEEF WITH US FOREVER（ビーフ、君と私達はずっと一緒だ）」という、「ビーフ」の愛称で親しまれたパークへのメッセージを掲げた。
プロダクションカー世界ラリー選手権 (PWRC) が併催され、新井敏弘（スバル）が優勝。
2006年（第3回）
セバスチャン・ローブ（シトロエン）がグロンホルム（フォード）との接戦を5秒差で逃げ切り、ラリージャパン初優勝。WRC勝利数を27勝としてカルロス・サインツの26勝を抜きWRC最多勝利数記録を更新した。
併催のPWRCは奴田原文雄（三菱）が優勝。
2007年（第4回）
ポイント首位グロンホルムのリタイアに続いて、ローブもペースノートの読み違いでクラッシュ。エース自滅の大混戦をミッコ・ヒルボネン（フォード）が制して優勝。
併催のPWRCはガブリエル・ポッゾ（三菱）が優勝した。グループNでは田口勝彦（三菱）が優勝。
2008年（第5回）
札幌市を中心とした道央に移動。雨や雪の影響で路面状況はヘビーウェット。DAY1でフランソワ・デュバル（フォード）がクラッシュし、コ・ドライバーのパトリック・ピバト（フランス）が重傷を負い、SSのキャンセルが発生した。ヒルボネン（フォード）が2連覇を果たし、3位入賞したローブ（シトロエン）がWRC初の5連覇を達成した。
併催のPWRCは、最若手のエフゲニー・ノビコフ（三菱）の最終SSでのトラブルによりユホ・ハンニネン（三菱）が優勝。3位は日本人最上位の新井敏弘（スバル）。
2009年
WRCのカレンダーを取り仕切るWMSC総会にて、2009年と2010年のイベントは年間12戦とし、かつ隔年開催とした。その結果、日本は2010年の開催となり、2009年はWRCとしては開催されなくなる事が決定した。その後、インターコンチネンタル・ラリー・チャレンジ (IRC) として開催される方針が明らかにされ、10月22日～24日での開催が計画されたが、結局2009年4月に同年の開催を断念することとなった。
2010年（第6回）
最後の北海道開催。プライベート参戦のソルベルグ（シトロエン）が2日目まで首位を走行するが、最終日にセバスチャン・オジェ（シトロエン）が逆転優勝。F1元王者のキミ・ライコネン（シトロエン）はリタイア。
併催のPWRCはパトリック･フローディン（スバル）が優勝。
2018年
ラリージャパン復活を目指して1月に招致準備委員会が発足。2019年の開催は確実視されたが、土壇場で落選。招致活動を継続し、11月の新城ラリーをキャンディデートイベントとしてFIA関係者が視察。
2019年
9月27日、WMSCにて2020年開催が正式決定。11月9日〜10日にテストイベント「セントラルラリー愛知/岐阜2019」を開催。
2020年・2021年
新型コロナウイルス感染症の影響により2年連続で開催中止。2021年11月に代替イベントとして「フォーラムエイト・セントラルラリー2021」を開催。
2022年（第7回）
本州の愛知・岐阜エリアに舞台を移し12年ぶりに開催。19SSのうち3本が赤旗中断、3本がキャンセルとなる荒れた展開。ティエリー・ヌービルとオィット・タナックのヒョンデ勢がワンツーフィニッシュ。勝田貴元がラリージャパン初の日本人3位表彰台を獲得した。
2023年（第8回）
エルフィン・エバンスとセバスチャン・オジェとカッレ・ロバンペラのトヨタ勢が表彰台を独占した。
2024年（第9回）
エバンスが2連覇。ヌービルが自身初のドライバーズチャンピオンを獲得。マニュファクチャラーズは最終日最終SSのパワーステージで決着がつき、トヨタが史上初の4連覇達成。
一般車両がコースに侵入し、競技進行を妨害する事案が発生。適切な対応を怠った主催者に対し、5万ユーロの罰金（+執行猶予付き10万ユーロ）という処罰が下された。

## 歴代優勝者の一覧
| 年     | 優勝者                 | 優勝者                   | 車輌                        | 詳細(英語版)       |
| 年     | ドライバー             | コ・ドライバー           | 車輌                        | 詳細(英語版)       |
| ------ | ---------------------- | ------------------------ | --------------------------- | ------------------ |
| 2004年 | ペター・ソルベルグ     | フィル・ミルズ           | スバル・インプレッサWRC2004 | リポート（report） |
| 2005年 | マーカス・グロンホルム | ティモ・ラウティアイネン | プジョー・307 WRC           | リポート（report） |
| 2006年 | セバスチャン・ローブ   | ダニエル・エレナ         | シトロエン・クサラWRC       | リポート（report） |
| 2007年 | ミッコ・ヒルボネン     | ヤルモ・レーティネン     | フォード・フォーカスWRC     | リポート（report） |
| 2008年 | ミッコ・ヒルボネン     | ヤルモ・レーティネン     | フォード・フォーカスWRC     | リポート（report） |
| 2010年 | セバスチャン・オジェ   | ジュリアン・イングラシア | シトロエン・C4 WRC          | リポート（report） |
| 2020年 | 中止                   | 中止                     | 中止                        | 中止               |
| 2021年 | 中止                   | 中止                     | 中止                        | 中止               |
| 2022年 | ティエリー・ヌービル   | マルティン・ウィダグ     | ヒョンデ・i20 N ラリー1     | リポート（report） |
| 2023年 | エルフィン・エバンス   | スコット・マーティン     | トヨタ・GRヤリス ラリー1    | リポート（report） |
| 2024年 | エルフィン・エバンス   | スコット・マーティン     | トヨタ・GRヤリス ラリー1    | リポート（report） |

## 年度別データ

### 第1回（2004年）
- 開催期間:2004年9月3日～9月5日 

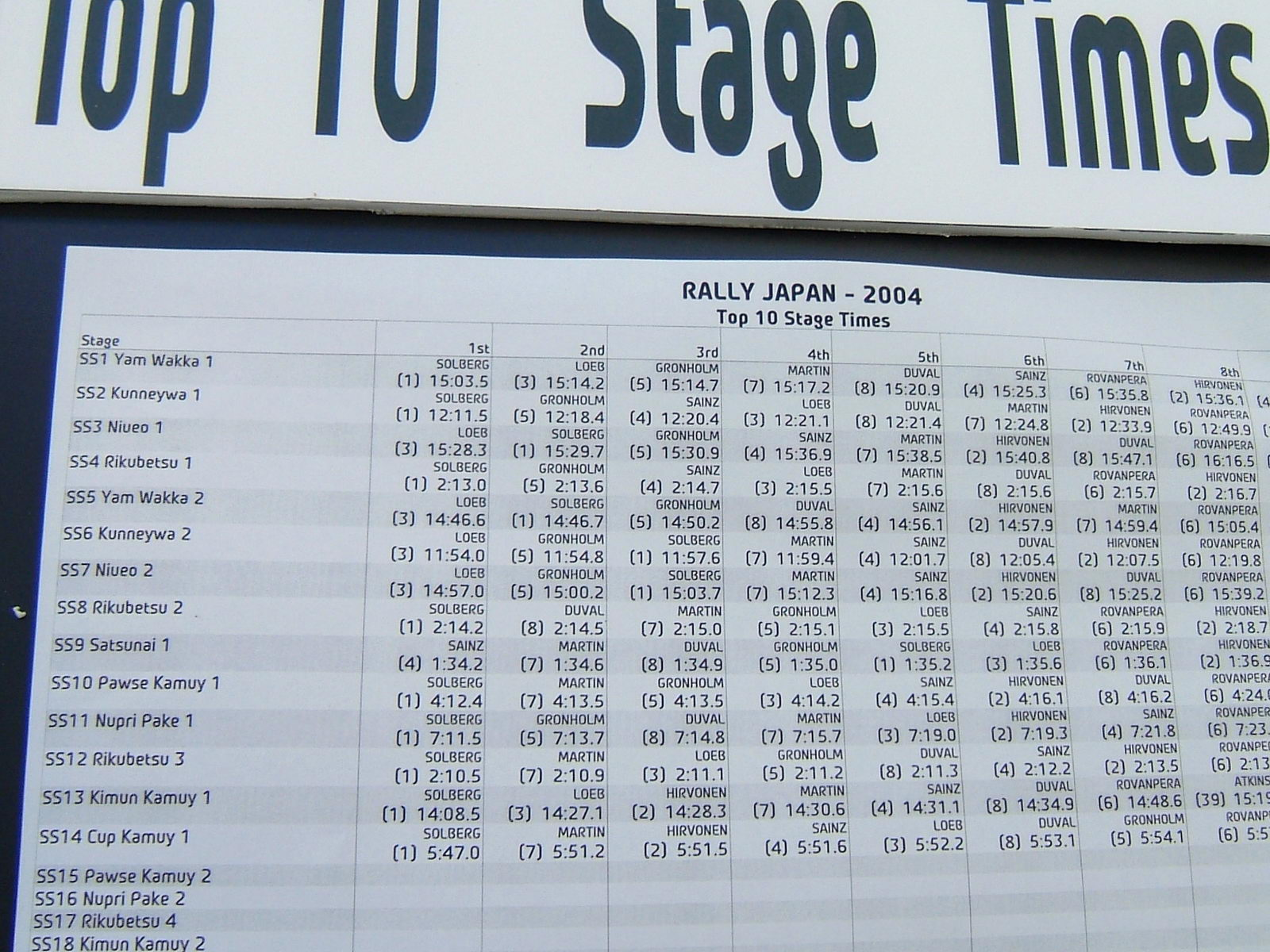
2004LEG2リザルト（帯広HQ）

  - 9月2日 セレモニアルスタート（帯広市内）
  - 9月3日 ＜LEG1＞ SS1 - SS9 走行距離:660.72 km (SS:153.98 km)
  - 9月4日 ＜LEG2＞ SS10 - SS20 走行距離:635.82 km (SS:120.46 km)
  - 9月5日 ＜LEG3＞ SS21 - SS27 走行距離:410.63 km (SS:112.24 km)
- 総走行距離:1707.17 km (SS:386.68 km)
- SS総数:27
- エントリー数:83台 / 完走:53台（完走率63.9%）

### 第2回（2005年）
- 開催期間:2005年9月30日～10月2日[34]
  - 9月29日　セレモニアルスタート（帯広市内）
  - 9月30日 ＜LEG1＞ SS1 - SS9 走行距離:652.34 km (SS:163.26 km)
  - 10月1日 ＜LEG2＞ SS10 - SS21 走行距離:586.21 km (SS:100.98 km)
  - 10月2日 ＜LEG3＞ SS22 - SS26 走行距離:376.29 km (SS:85.94 km)
- 総走行距離:1614.84 km (SS:350.18 km)
- SS総数:26
- エントリー数:90台 / 完走:63台（完走率70%）

### 第3回（2006年）
- 開催期間:2006年9月1日～9月3日
  - 8月31日　セレモニアルスタート（帯広市内）
  - 9月1日 ＜LEG1＞ SS1 - SS10 走行距離:610.02 km (SS:123.80 km)
  - 9月2日 ＜LEG2＞ SS11 - SS21 走行距離:600.70 km (SS:128.02 km)
  - 9月3日 ＜LEG3＞ SS22 - SS27 走行距離:375.56 km (SS:93.90 km)
- 総走行距離:1586.28 km (SS:345.72 km)
- SS総数:27
- エントリー数:87台 / 完走:78台（完走率89.7%）

### 第4回（2007年）
- 開催期間:2007年10月26日～10月28日
  - 10月25日 セレモニアルスタート（帯広市内）
  - 10月26日 ＜LEG1＞ SS1 - SS10 走行距離:571.58 km (SS:106.8 km)
  - 10月27日 ＜LEG2＞ SS11 - SS20 走行距離:616.46km (SS:146.68km)
  - 10月28日 ＜LEG3＞ SS21 - SS27 走行距離:387.75km (SS:97.33km)
- 総走行距離:1575.79 km (SS:350.81 km)
- SS総数:27
- エントリー数:85台 / 完走:72台（完走率84.7%）

### 第5回（2008年）
- 開催期間:2008年10月31日～11月2日
  - 10月30日 セレモニアルスタート（札幌ドーム）
  - 10月31日 ＜LEG1＞ SS1 - SS10 走行距離:464.93 km (SS:57.40 km)
  - 11月1日 ＜LEG2＞ SS11 - SS20 走行距離:km (SS:156.24 km)
  - 11月2日 ＜LEG3＞ SS21 - SS29 走行距離:km (SS:95.89 km)
- 総走行距離:1282.62 km (SS:342.61 km)
- SS総数:29 ※SS3/7/8 cancelled
- エントリー数:86台 / 完走:57台（完走率66.3%）

### 第6回（2010年）
- 開催期間:2010年9月9日～9月12日
  - 9月9日 ＜DAY1A＞ SS1 - SS2 走行距離:4.47 km (SS:3.14 km)
  - 9月10日 ＜DAY1B＞ SS3 - SS10 走行距離:433.87 km (SS:143.58 km)
  - 9月11日 ＜DAY2＞ SS11 - SS18 走行距離:363.60 km (SS:101.16 km)
  - 9月12日 ＜DAY3＞ SS19 - SS26 走行距離:327.52 km (SS:62.56 km)
- 総走行距離:1129.46 km (SS:310.44 km)
- SS総数:26
- エントリー数:70台 / 完走:53台（完走率75.7%）

### 第7回（2022年）
- 開催期間:2022年11月10日～11月13日
  - 11月10日 ＜DAY1＞ SS1 走行距離:25.05 km (SS:2.75 km)
  - 11月11日 ＜DAY2＞ SS2 - SS7 走行距離:395.70 km (SS:130.22 km)
  - 11月12日 ＜DAY3＞ SS8 - SS14 走行距離:298.83 km (SS:80.48 km)
  - 11月13日 ＜DAY4＞ SS15 - SS19 走行距離:245.67 km (SS:69.82 km)
- 総走行距離:965.25 km (SS:283.27 km)
- SS総数:19 ※SS7/SS14 cancelled
- エントリー数:36台 / 完走:32台（完走率88.8%）

### 第8回（2023年）
- 開催期間:2023年11月15日～11月19日
  - 11月15日 ＜DAY1＞ SS1 走行距離:8.55 km (SS:2.10 km)
  - 11月16日 ＜DAY2＞ SS2 - SS8 走行距離:385.47 km (SS:133.26 km)
  - 11月17日 ＜DAY3＞ SS9 - SS16 走行距離:277.98 km (SS:84.68 km)
  - 11月18日 ＜DAY4＞ SS17 - SS22 走行距離:286.95 km (SS:84.08 km)
- 総走行距離:958.95 km (SS:304.12 km)
- SS総数:22 ※SS4 cancelled
- エントリー数:35台 / 完走:28台（完走率80%）

### 第9回（2024年）
- 開催期間:2023年11月21日～11月24日
  - 11月21日 ＜DAY1＞ SS1 走行距離:8.88 km (SS:2.15 km)
  - 11月22日 ＜DAY2＞ SS2 - SS9 走行距離387.88 km (SS:126.00 km)
  - 11月23日 ＜DAY3＞ SS10 - SS16 走行距離:387.82 km (SS:103.87 km)
  - 11月24日 ＜DAY4＞ SS17 - SS21 走行距離:235.45 km (SS:70.57 km)
- 総走行距離:1,020.03 km (SS:302.59 km)
- SS総数:21
- エントリー数:44台 / 完走:38台（完走率86.3%）